# André Bérard
Pour les articles homonymes, voir André Bérard (architecte) et Bérard.
André Bérard (Bedford, 1940 - ) est un homme d'affaires québécois. Il a été chef de la direction de la Banque nationale du Canada de septembre 1990 à mars 2002. Il a été président du Conseil de septembre 1990 à mars 2004.

## Biographie
Il siège au Conseil de BCE depuis janvier 2003. 
Il est également administrateur de Bell Canada, Bombardier, Groupe BMTC, Groupe Canam, Saputo, Systèmes médicaux LMS Ltée, Noranda, TransForce, Télésat et Vasogen.
Il a été président du comité exécutif de l'Association des banquiers canadiens de 1986 à 1988.
En 1998, il a présidé la collecte du diocèse de Montréal.

## Distinctions
- 1995 :  Officier de l'Ordre du Canada[1]
- 2000 :  Officier de l'Ordre national du Québec[2]
- 2016 - Commandeur de l'Ordre de Montréal[3]